# Союз воинствующих безбожников
Сою́з вои́нствующих безбо́жников СССР (СВБ, ранее — Союз безбожников; Общество друзей газеты «Безбожник») — добровольная общественная организация Союза Советских Социалистических Республик, существовавшая с 1925 по 1947 год. Ставила своей целью идейную борьбу с религией во всех её проявлениях. Председателем Центрального совета СВБ все годы был Емельян Ярославский. После его смерти в 1943 году до роспуска СВБ в 1947 году обязанности председателя исполнял Фёдор Олещук.

## История возникновения

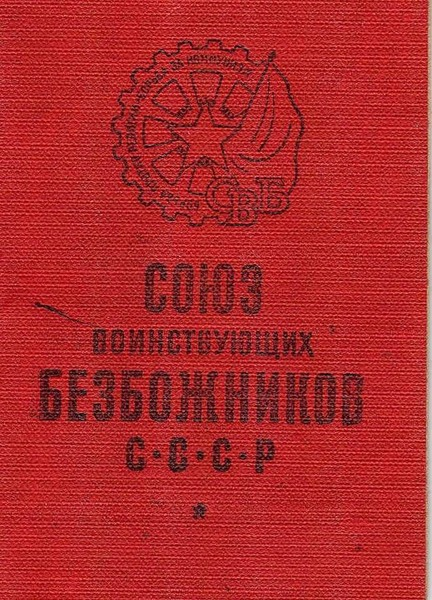
Членская книжка СВБ СССР

Началом движения считается создание в 1921 году воронежского непартийного общества атеистов. Решающую роль в возникновении Союза воинствующих безбожников сыграла издававшаяся с 1922 года газета «Безбожник». Вокруг неё быстро сложилась сеть корреспондентов и читателей. В сентябре 1923 года Антирелигиозная комиссия ЦК сочла перспективным создание атеистических кружков. В августе 1924 года в Москве было образовано Общество друзей газеты «Безбожник» (ОДГБ).
В ноябре 1924 года Антирелигиозная комиссия, а декабре — Оргбюро ЦК поддержали проект создания всесоюзного безбожного общества. Была создана специальная комиссия, которая занялась подготовкой к съезду безбожников.
Девизом СВБ стала фраза: Борьба против религии — борьба за социализм.
I съезд ОДГБ, который состоялся в апреле 1925 года, постановил создать единое всесоюзное антирелигиозное общество, получившее название «Союз безбожников». В том же году появился ежемесячный научно-методический журнал «Антирелигиозник», который стал органом Центрального Совета Союза безбожников СССР.
Власти рассчитывали, что создание всероссийской организации поможет перейти от кампанейщины и кустарных атак на религию к системной работе, в которую будут вовлечены партийные, комсомольские, культурно-просветительские структуры, а также широкие массы населения.
11—15 июня 1929 года в Москве прошёл II съезд ОДГБ, который собрал 1200 делегатов (среди них были 109 крестьян, 264 рабочих, 575 служащих и учащихся) и дал известное название организации. Присутствовали также приглашенные делегации Интернационала пролетарских свободомыслящих (ИПС) из Германии, Австрии, Бельгии, Франции и др. С речами на съезде выступили Бухарин, Луначарский, Максим Горький, Демьян Бедный, Владимир Маяковский. Съезд переименовал организацию в «Союз воинствующих безбожников», а также утвердил новую редакцию Устава СВБ СССР. На съезде произошло оформление детского безбожного движения в организацию Юных воинствующих безбожников (ЮВБ СССР).

## Деятельность

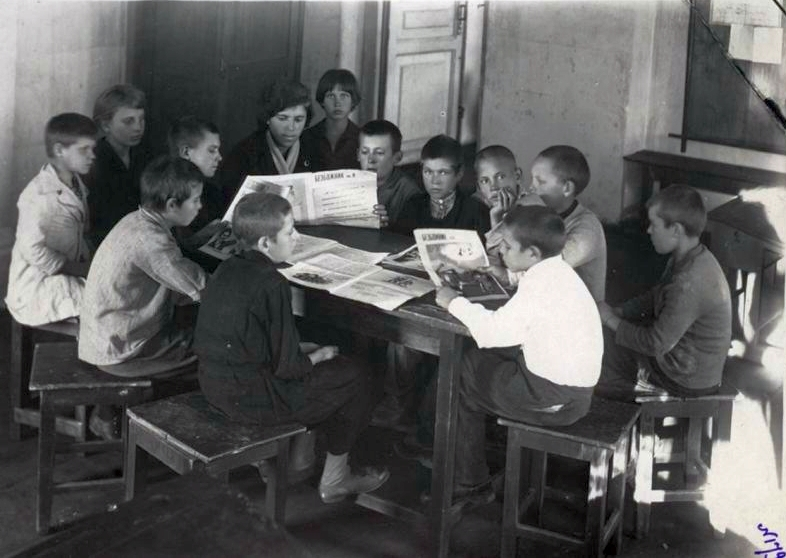
Кружок юных безбожников в специальной школе № 11 города Мурома, 1930-е годы

Союз воинствующих безбожников сразу же развернул большую работу по пропаганде атеизма, по созданию музеев и выставок, выпуску научной и научно-популярной литературы, а также ряда периодических изданий — газета «Безбожник», журналы «Атеист», «Безбожник», «Антирелигиозник», «Воинствующий атеизм», «Юные безбожники» и другие печатные издания, выходившие на различных языках народов СССР. Издательство «Безбожник» (впоследствии — Государственное антирелигиозное издательство, ГАИЗ) выпустило большое количество атеистической литературы.
Активность проявляли первичные организации СВБ на заводах, фабриках, в колхозах, учебных заведениях. В 1940 году число ячеек СВБ достигло 96 тысяч, а число членов союза — около 3 миллионов человек. Большое внимание уделялось подготовительной работе атеистических кадров. Для этого открывались специальные очные и заочные курсы, где велась подготовка атеистических пропагандистов. Также СВБ занимался введением в быт советских людей новых, безрелигиозных праздников и обрядов.
Совместно с СВБ существовало «Общество развития и распространения идеи кремации в РСФСР» (ОРРИК; 1927—1932), пропагандирующее «огненное погребение», преобразованное в 1932 г. во Всероссийское кремационное общество.

## Деятели

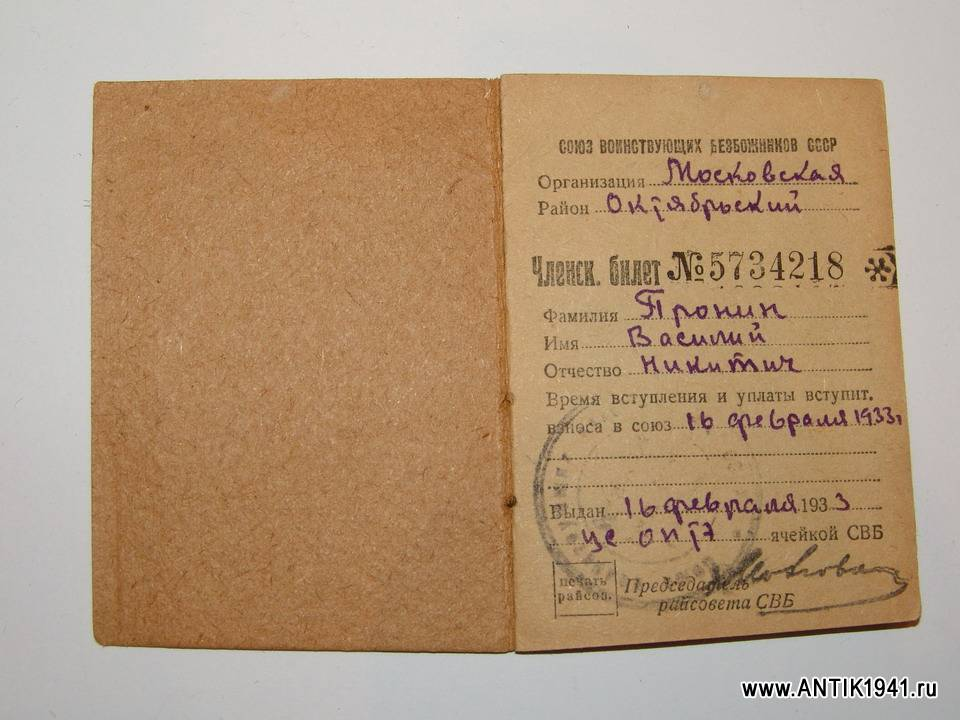
Членский билет № 5 734 218

В газетах и журналах, издававшихся СВБ, публиковались Н. Н. Асеев, С. А. Басов-Верхоянцев, А. И. Безыменский, Ф. Березовский, Ф. Благов, А. Волжский, Е. Грекулов, А. Григорович, А. А. Д’Актиль, И. Евдокимов, С. Зайцев, П. Замойский, В. И. Лебедев-Кумач, Н. Москвин, Л. Никулин, О. Л. д’Ор, М. Поликарпов, М. Праскунин, А. Пришелец, Н. Румянцев, Г. Рыклин, М. Слободской, Н. Тихомиров, Б. Флит, Н. Шебуев.
С СВБ сотрудничали такие известные члены Коммунистической партии, как Н. К. Крупская, А. В. Луначарский, П. А. Красиков, И. И. Скворцов-Степанов, а также Н. И. Бухарин и другие.

## Финансирование

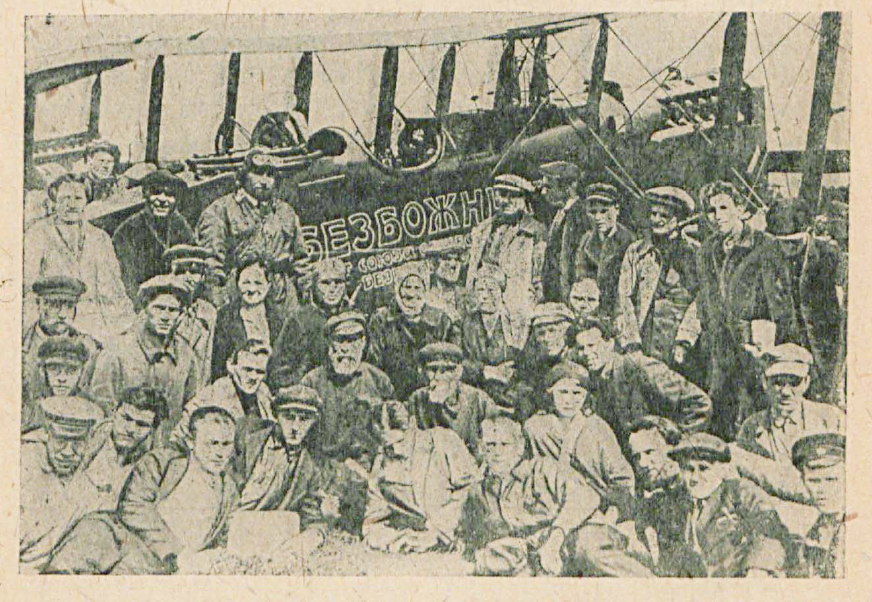
Самолёт «Безбожник», построенный на средства Союза воинствующих безбожников СССР

Члены Союза уплачивали взносы, также поступали средства от продажи издававшейся литературы. Однако основу финансирования организации на местах, скорее всего, составляли значительные сторонние дотации. Например, в смете Западного областного совета Союза воинствующих безбожников за октябрь—декабрь 1930 года указаны следующие источники доходов:
- по линии «партпроса» — 7000 руб.
- от областного профсоюзного совета — 6000 руб.
- от областных отделов союзов — 5000 руб.
- от кооперации — 3700 руб.
- от вступительных и членских взносов и распространения литературы и значков — 500 руб.

## Роспуск
После начала Великой Отечественной войны СВБ, не будучи официально распущен, свернул свою деятельность, а его глава Емельян Ярославский, являясь партийным и государственным деятелем, в это время продолжал заниматься более насущными вопросами. В июле 1941 года вышел последний номер «Безбожника», поскольку бумага оказалась в дефиците.
В 1947 году СВБ был официально распущен, а его деятельность была передана Всесоюзному обществу по распространению политических и научных знаний (общество «Знание»). Туда же были переданы и все материальные средства СВБ. Костяк специалистов по научно-атеистической пропаганде в новом обществе составили «те старые кадры, которые назывались раньше безбожниками».
Издания СВБ

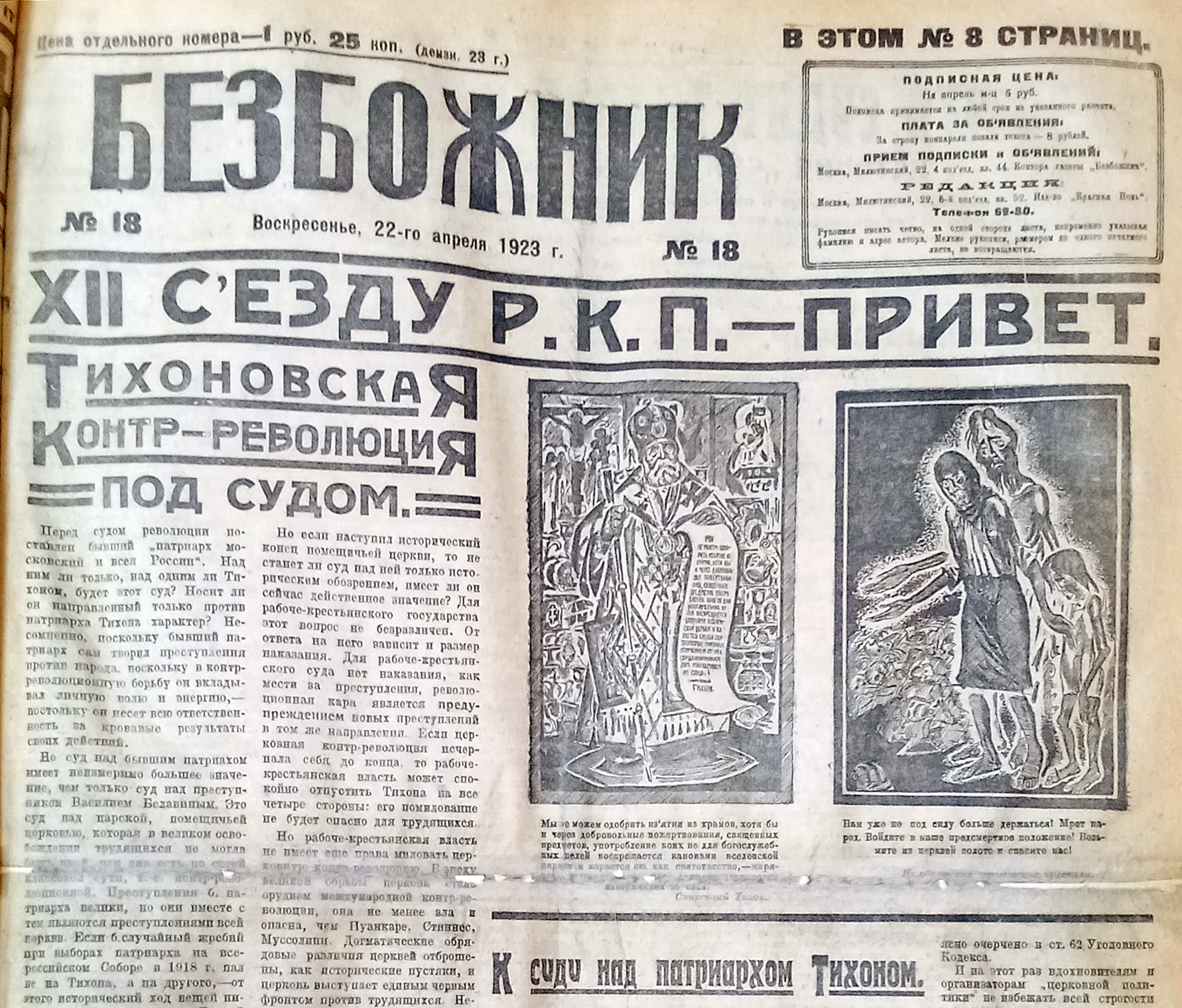
Газета «Безбожник» № 18 22 апреля 1923 года. Суд над патриархом Тихоном
Журнал «Безбожник у станка» (1929, № 15). На титульной странице — изображение рабочих, вывозящих Иисуса Христа в тачке для мусора
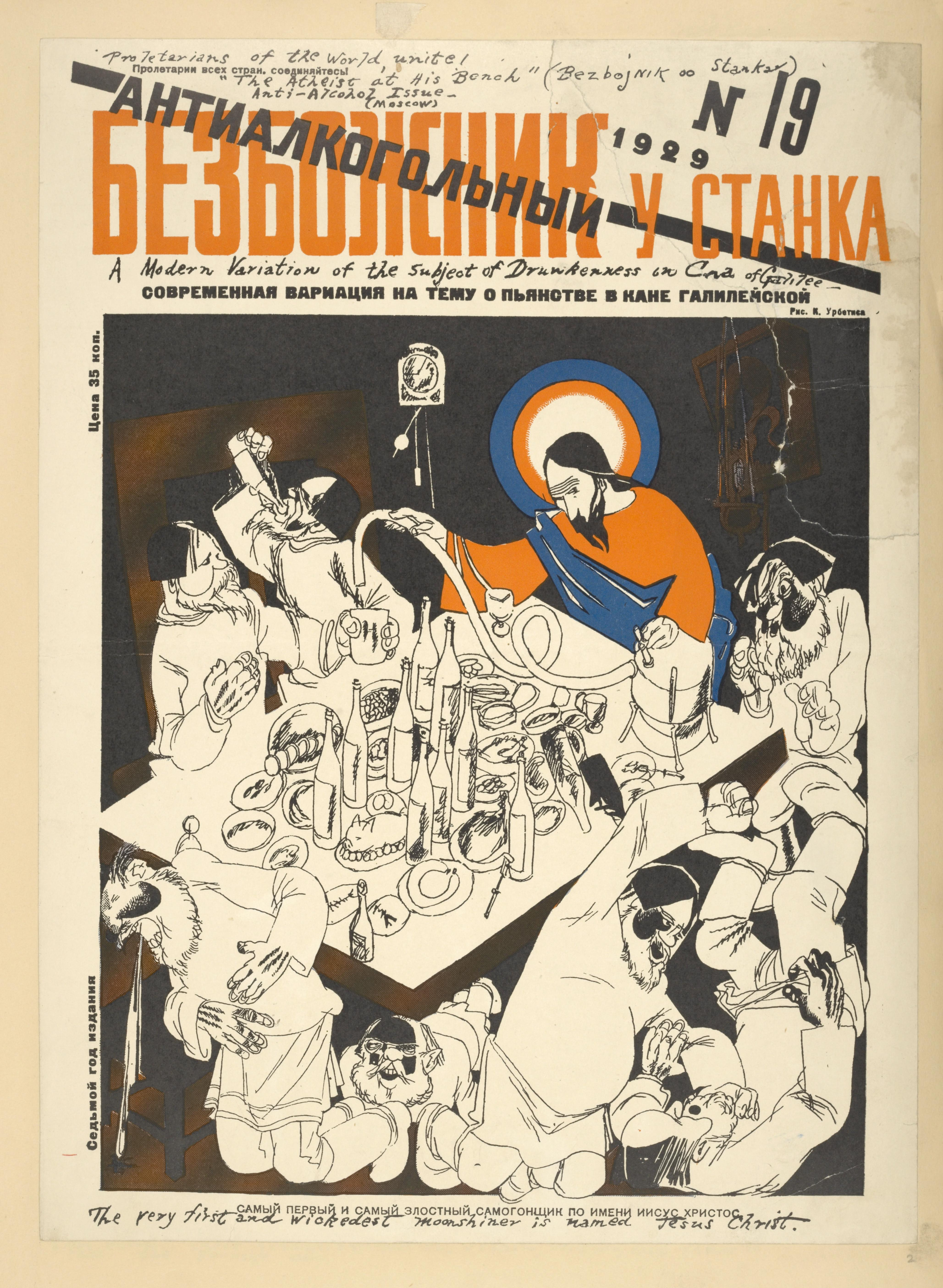
Журнал «Безбожник у станка» (1929, № 19). Антиалкогольный выпуск — на титульной странице — Иисус Христос, разливающий самогон
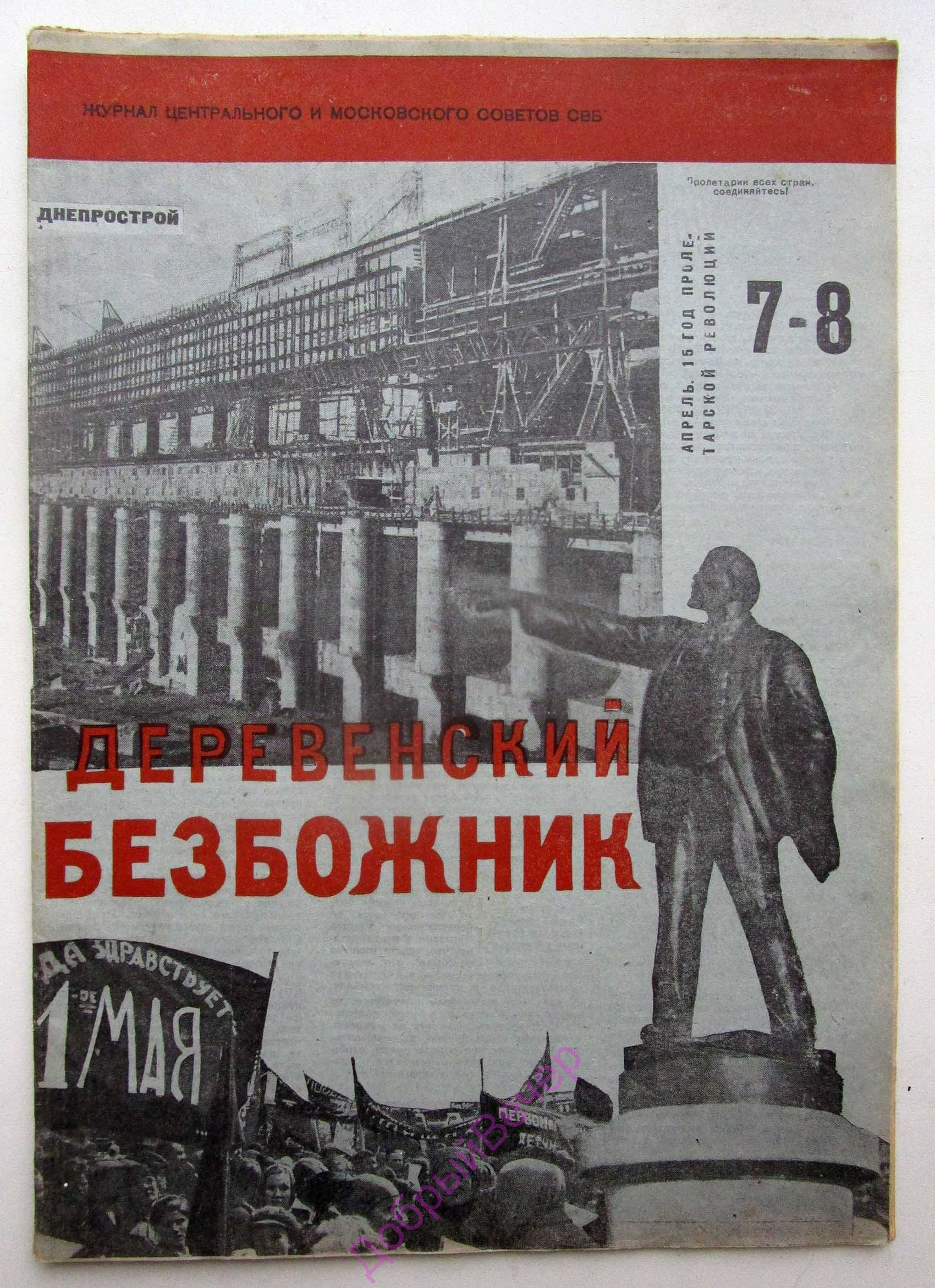
Журнал «Деревенский безбожник» за 1932 год
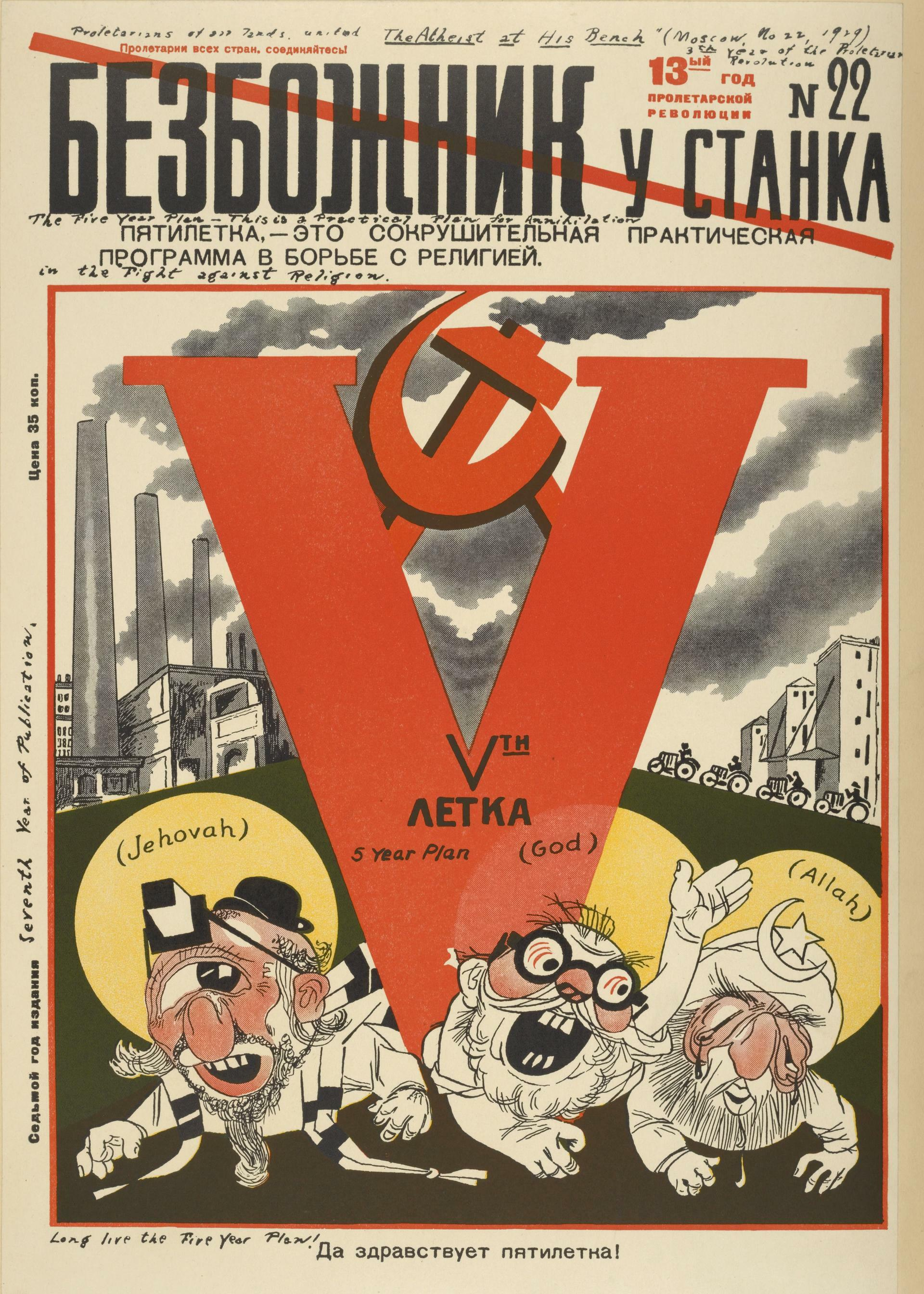
Журнал «Безбожник у станка» (1929, № 22). Боги трёх религий (иудаизм, христианство и ислам) раздавлены первым пятилетним планом
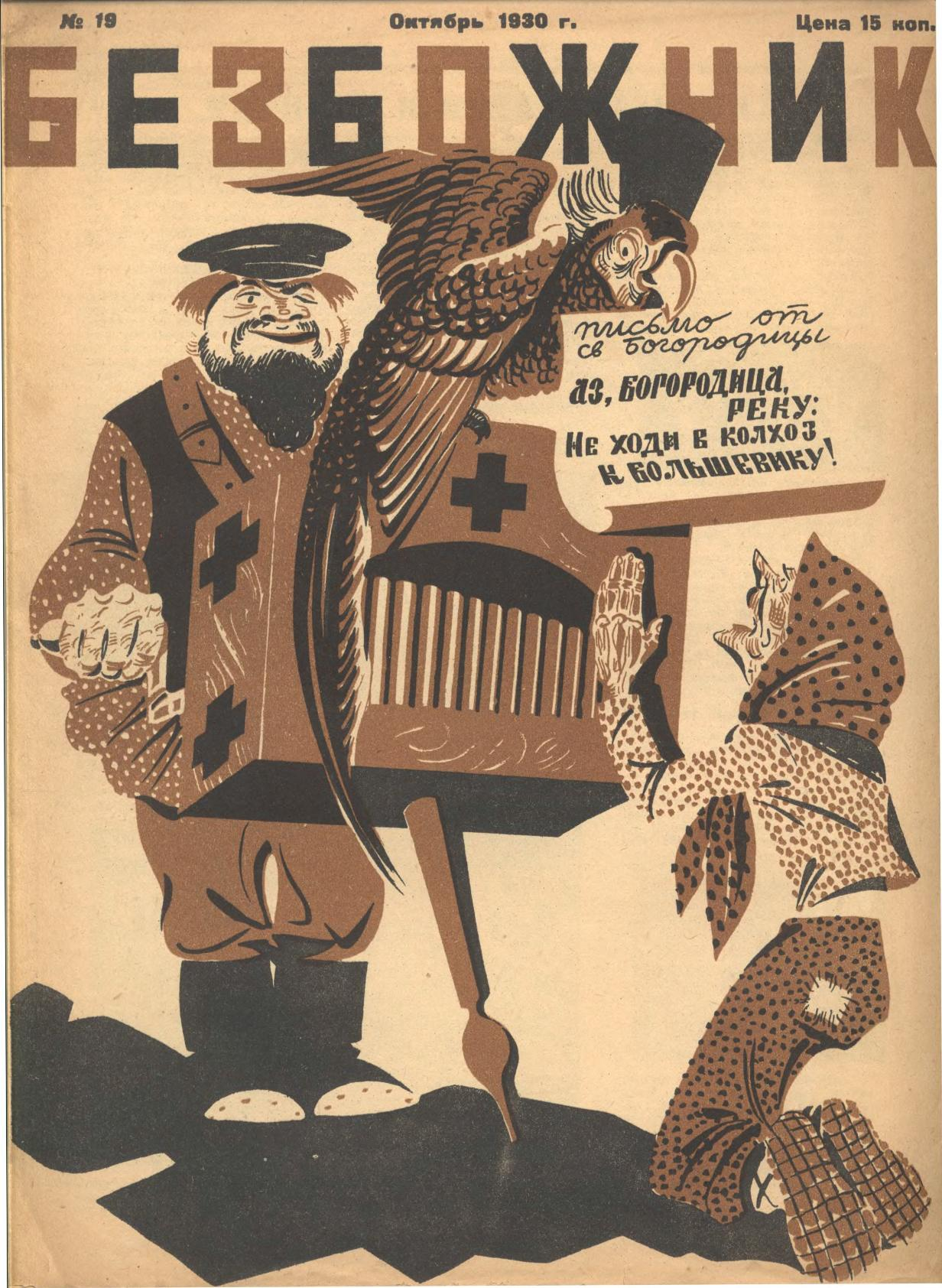
Журнал «Безбо6жник» (1930, № 19).
Журнал «Юные безбожники» (1931, № 3—4. май—июнь)
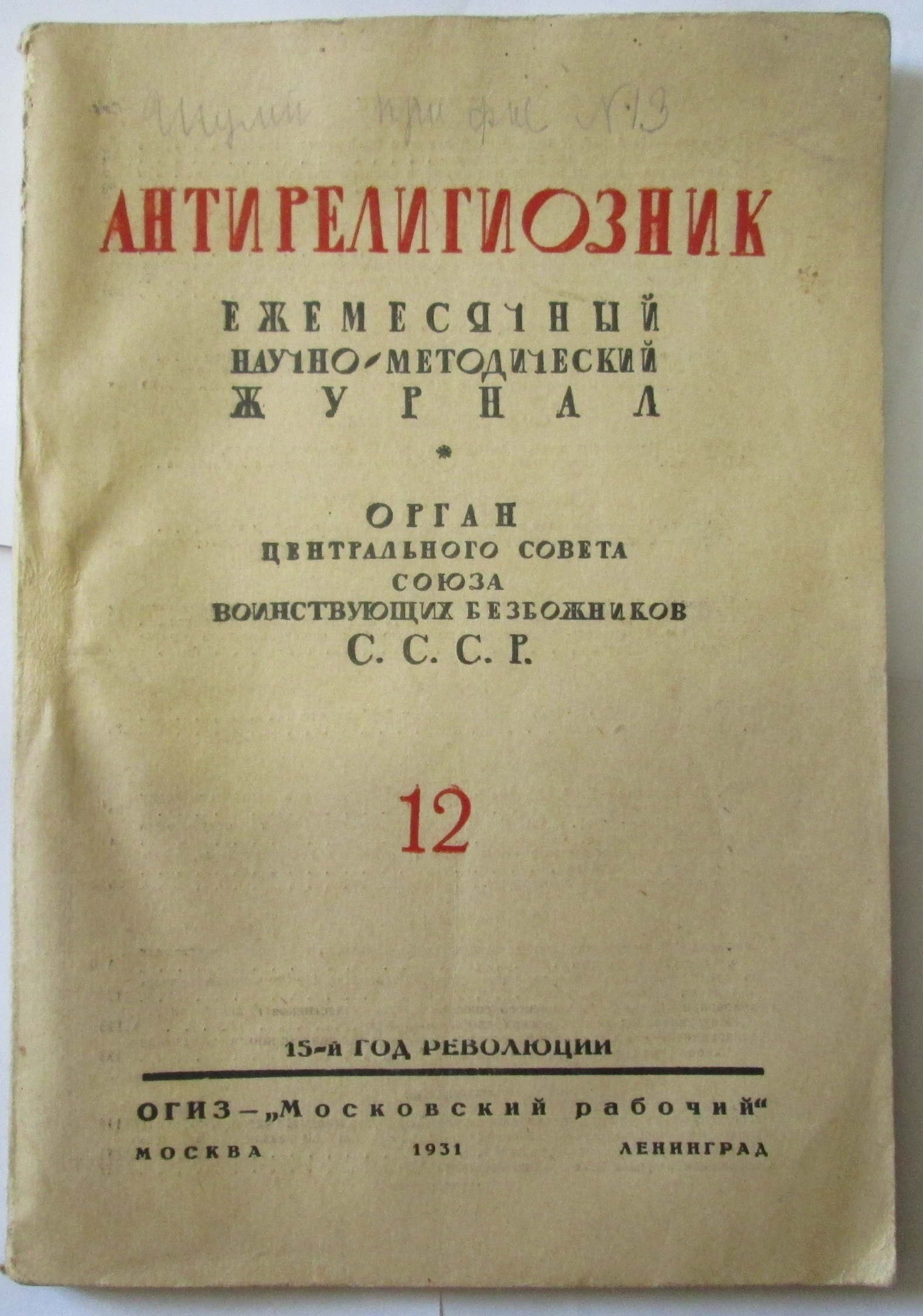
Журнал «Антирелигиозник» (1931, №12)
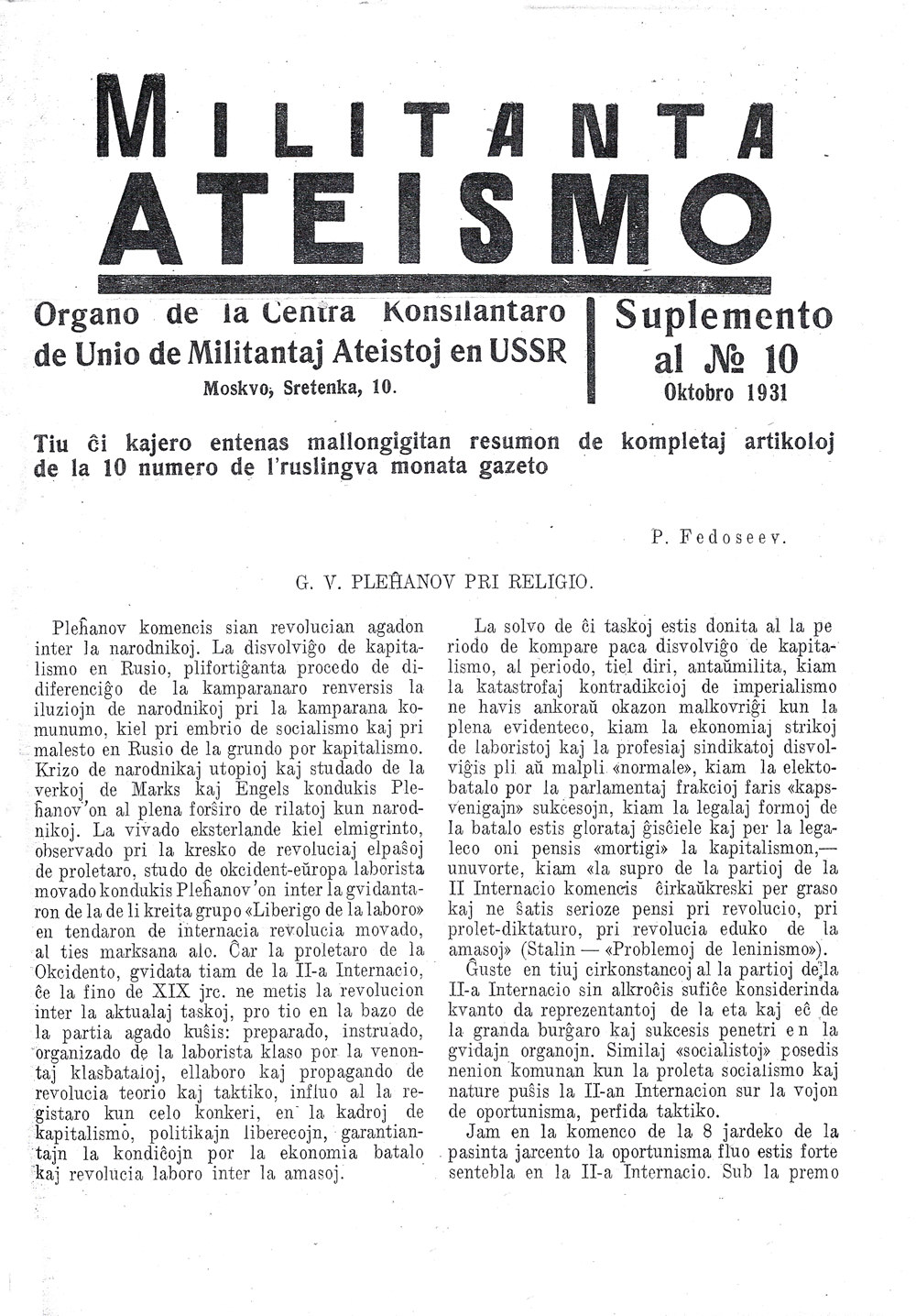
Журнал «Воинствующий атеизм» (1931, №10) на эсперанто
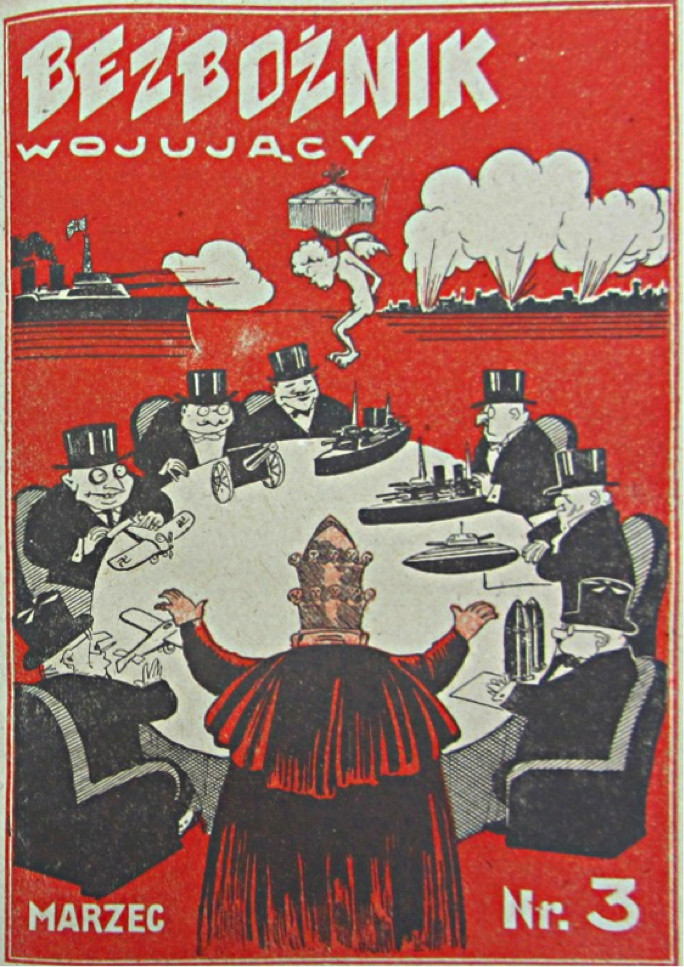
Журнал «Bezbożnik wojujący» на польском языке
Журнал  «მებრძოლი უღმერთო» на грузинском языке

Значки членов СВБ